# Carinaria pseudorugosa
Carinaria pseudorugosa là một loài sea gastropod, là động vật thân mềm chân bụng sống ở biển trong nhóm holoplankton thuộc họ Carinariidae.

## Miêu tả
Độ dài vỏ lớn nhất ghi nhận được là 40 mm.

## Môi trường sống
Độ sâu nhỏ nhất ghi nhận được là 0 m. Độ sâu lớn nhất ghi nhận được là 150 m.